# David Bohm
David Joseph Bohm (Wilkes-Barre, Pensilvania; 20 de diciembre de 1917-Londres, Inglaterra; 27 de octubre de 1992) fue un físico estadounidense que hizo importantes contribuciones en los campos de la física teórica, la epistemología y la neuropsicología. Ha sido ampliamente considerado como uno de los mejores físicos cuánticos de todos los tiempos.

## Biografía

### Juventud y estudios superiores
Nació en Wilkes-Barre, Pensilvania, Estados Unidos, en el seno de una familia judía. Fue criado principalmente por su padre, Samuel Bohm, dueño de una tienda de muebles y asistente del rabino de la ciudad. A pesar de haber crecido en este contexto religioso, se volvió agnóstico durante la adolescencia. Asistió al Colegio del Estado de Pensilvania (actualmente Universidad del Estado de Pensilvania), graduándose en 1939, para luego continuar sus estudios en el Instituto Tecnológico de California. Un año más tarde, fue transferido al grupo de física teórica dirigido por Robert Oppenheimer en la Universidad de California, Berkeley, donde obtendría su doctorado.

### Trabajo y doctorado
Durante la Segunda Guerra Mundial, fue uno de los convocados al Proyecto Manhattan para la producción de la primera bomba atómica. Ante su negativa para involucrarse en este proyecto, debió permanecer en la Universidad de Berkeley enseñando física hasta completar su PhD en 1943.
Terminada la guerra, comenzó a trabajar como profesor asistente en la Universidad de Princeton, volviéndose colaborador de Albert Einstein. Este último lo ayudaría en su solicitud de ser trasladado a Mánchester de la cual recibiría una respuesta negativa. Por ello, se fue a Brasil a enseñar física en la Universidad de São Paulo, gracias a una invitación de Jayme Tiomno.

### Contribuciones

#### Teoría cuántica
Durante su primera etapa, Bohm hizo una serie de importantes contribuciones a la física, particularmente en el área de la mecánica cuántica y la teoría de la relatividad. Como un postgraduado en la universidad de Berkeley, desarrolló la teoría de plasmas que hoy se conoce como fenómeno de difusión de Bohm. Su primer libro, Teoría Cuántica publicado en 1951, fue bien recibido por Einstein, entre otros. Sin embargo, Bohm se mostró insatisfecho con el enfoque ortodoxo de la teoría cuántica, que él había escrito en ese libro, y comenzó a desarrollar su propio enfoque (la teoría De Broglie-Bohm); teoría determinista no-local de variables ocultas de la física cuántica la cual resultó certeramente predictiva. Esta es conocida también como interpretación ontológica o interpretación de Bohm de la mecánica cuántica. Su argumentación matemática y experimental junto al "experimento" EPR (Einstein, Podolsky, Rosen) se convirtió en el principal factor motivador de John Bell para desarrollar la desigualdad de Bell; ecuación cuyas consecuencias aún se están investigando.
En 1955, Bohm se trasladó a Israel, donde pasó dos años en el Technion en Haifa. Allí conoció a Sarah Woolfson, quien se convirtió en una figura importante en el desarrollo de sus ideas. La pareja se casó en 1956. En 1957, Bohm se trasladó al Reino Unido como un investigador de la Universidad de Bristol donde en 1959, Bohm y su estudiante Yakir Aharonov descubrieron el efecto Aharonov-Bohm, es un fenómeno cuántico en el que la presencia de un campo magnético altera la propagación de una carga eléctrica, incluso cuando esta se propaga en zonas donde dicho campo no está presente. En 1961, Bohm fue nombrado profesor de física teórica en el Birkbeck College de Londres.

#### Teoría de la Holokinesis
La llegada de la tecnología holográfica dio a Bohm la fundamentación para postular la teoría por la que se le conoce en la actualidad. Según Bohm, existen en el universo dos órdenes: el orden explicado, cuya característica esencial es la multiplicidad, y el orden implicado, cuya característica esencial es la unidad. Ambos se encuentran en cada punto del universo, y el movimiento entre ambos es la Holokinesis.

#### Modelo Holonómico del Funcionamiento Cerebral
En colaboración con el reconocido neuropsicólogo de la universidad de Stanford Karl H. Pribram desarrollaron el modelo holonómico del funcionamiento cerebral, una teoría de la cognición humana que es radicalmente diferente de las ideas convencionalmente aceptadas. De acuerdo con este modelo, el cerebro funciona de manera similar a un holograma, en concordancia con los principios matemáticos de la física cuántica y las características de patrones de onda. 

#### Relación con Jiddu Krishnamurti
Bohm fue contemporáneo y amigo personal de Jiddu Krishnamurti, a quien conoció gracias a un libro que su esposa Sarah le recomendó. Al encontrar múltiples coincidencias entre sus ideas y las enseñanzas de Krishnamurti, pidió una cita con el notable educador. A partir de este encuentro, se inició entre ambos una profunda amistad, acompañada de una serie de diálogos sobre la naturaleza del pensamiento, el universo, el futuro de la humanidad, entre otros temas, algunos de los cuales se han publicado como libros.

#### Últimos años de vida y muerte
Luego de su retiro en 1987, continuó trabajando en temas relativos a la física cuántica. Su último trabajo, resultado de su colaboración con Basil Hiley, fue titulado de manera póstuma El Universo no dividido: Una interpretación ontológica de la teoría cuántica (1993). También dio charlas en ciudades de Europa y América del Norte, sobre la importancia del diálogo, y sostuvo varios encuentros con el Dalái lama. En 1990 fue elegido Miembro de la Real Sociedad.

## Opiniones sobre David Bohm
Einstein expresó acerca de Bohm: "Él es el único que puede ir más allá de la mecánica cuántica". A través del tiempo, los libros de Bohm han ido ganando un estatus de culto, debido en parte al enfoque filosófico detrás de los mismos, que supera el positivismo típico de la interpretación de Copenhague.
En 1958 fue propuesto para el premio Nobel de física.

## Obra
- 1951. Quantum Theory, New York: Prentice Hall. 1989. (en inglés).reprint, New York: Dover, ISBN 0-486-65969-0. (en inglés).
- 1957. Causality and Chance in Modern Physics, 1961 Harper edition reprinted in 1980 by Philadelphia: U of Pennsylvania Press, ISBN 0-8122-1002-6. (en inglés).
- 1962. Quanta and Reality, A Symposium, with N. R. Hanson and Mary B. Hesse, from a BBC program published by the American Research Council. (en inglés).
- 1965. The Special Theory of Relativity, New York: W.A. Benjamin. (en inglés).
- 1980. Wholeness and the Implicate Order, London: Routledge, ISBN 0-7100-0971-2, 1983 Ark paperback: ISBN 0-7448-0000-5, 2002 paperback: ISBN 0-415-28979-3. (en inglés).
- 1985. Unfolding Meaning: A weekend of dialogue with David Bohm (Donald Factor, editor), Gloucestershire: Foundation House, ISBN 0-948325-00-3, 1987 Ark paperback: ISBN 0-7448-0064-1, 1996 Routledge paperback: ISBN 0-415-13638-5. (en inglés).
- 1985. The Ending of Time, with Jiddu Krishnamurti, San Francisco: Harper, ISBN 0-06-064796-5. (en inglés).
- 1987. Science, Order, and Creativity, with F. David Peat. London: Routledge.  2nd ed. 2000.  ISBN 0-415-17182-2. (en inglés).
- 1989. Meaning And Information, In: P. Pylkkänen (ed.): The Search for Meaning: The New Spirit in Science and Philosophy, Crucible, The Aquarian Press, 1989, ISBN 978-1-85274-061-0. (en inglés).
- 1991. Changing Consciousness: Exploring the Hidden Source of the Social, Political and Environmental Crises Facing our World (a dialogue of words and images), coauthor Mark Edwards, Harper San Francisco, ISBN 0-06-250072-4. (en inglés).
- 1992. Thought as a System (transcript of seminar held in Ojai, California, from 30 November to 2 December 1990), London: Routledge. ISBN 0-415-11980-4. (en inglés).
- 1993. The Undivided Universe: An ontological interpretation of quantum theory, with B.J. Hiley, London: Routledge, ISBN 0-415-12185-X (final work). (en inglés).
- 1996. On Dialogue. editor Lee Nichol. London: Routledge, hardcover: ISBN 0-415-14911-8, paperback: ISBN 0-415-14912-6, 2004 edition: ISBN 0-415-33641-4. (en inglés).
- 1998. On Creativity, editor Lee Nichol. London: Routledge, hardcover: ISBN 0-415-17395-7, paperback: ISBN 0-415-17396-5, 2004 edition: ISBN 0-415-33640-6. (en inglés).
- 1999. Limits of Thought: Discussions, with Jiddu Krishnamurti, London: Routledge,  ISBN 0-415-19398-2. (en inglés).
- 1999. Bohm–Biederman Correspondence: Creativity and Science, with Charles Biederman. editor Paavo Pylkkänen. ISBN 0-415-16225-4. (en inglés).
- 2002. The Essential David Bohm. editor Lee Nichol. London: Routledge, ISBN 0-415-26174-0. preface by the Dalái lama. (en inglés).
- 2018. The Unity of Everything: A Conversation with David Bohm, with Nish Dubashia. Hamburg, Germany: Tredition, ISBN 978-3-7439-9299-3. (en inglés).

## Ediciones en castellano
- La totalidad y el orden implicado. Kairós. 1992. ISBN 978-84-7245-178-0.
- Sobre la creatividad. Kairós. 2001. ISBN 9788472455269.
- Sobre el diálogo. Kairós. 1996. ISBN 9788472453791.
- Ciencia, orden y creatividad. Las raíces creativas de la ciencia y la vida. Junto a F. David Peat. Kairós. 1988. ISBN 9788472451841.
- Más allá del tiempo. Junto a Jiddu Krishnamurti. Kairós. 1996. ISBN 9788499886800.
- Los límites del pensamiento. Junto a Jiddu Krishnamurti. Kairós. 2001. ISBN 9788472454927.